# ورتش‌کت‌هی
وِرتِش‌کِت‌هی (به مجاری:  Vérteskethely) یک شهرداری در مجارستان است که در ناحیه کیشبر واقع شده‌است. ورتش‌کت‌هی ۱۷٫۴۸ کیلومتر مربع مساحت و ۵۹۷ نفر جمعیت دارد.